# Colorado (řeka v Texasu)
Colorado (anglicky Colorado River) je řeka v Texasu na jihu USA. Je 1450 km dlouhá. Povodí má rozlohu 107 000 km².

## Průběh toku
Pramení na planině Llano Estacado. Teče k jihovýchodu a ústí do Mexického zálivu Atlantského oceánu.

## Vodní stav
Nejvyšších vodních stavů dosahuje na jaře. V létě dochází k povodním. Průměrný roční průtok vody činí 81 m³/s.

## Využití
Na řece bylo vybudováno mnoho přehrad. Voda se využívá na zavlažování. Na řece leží město Austin.